# Romagne (Italie)
Pour les articles homonymes, voir Romagne.
 (mars 2020).
Si vous disposez d'ouvrages ou d'articles de référence ou si vous connaissez des sites web de qualité traitant du thème abordé ici, merci de compléter l'article en donnant les références utiles à sa vérifiabilité et en les liant à la section « Notes et références ».

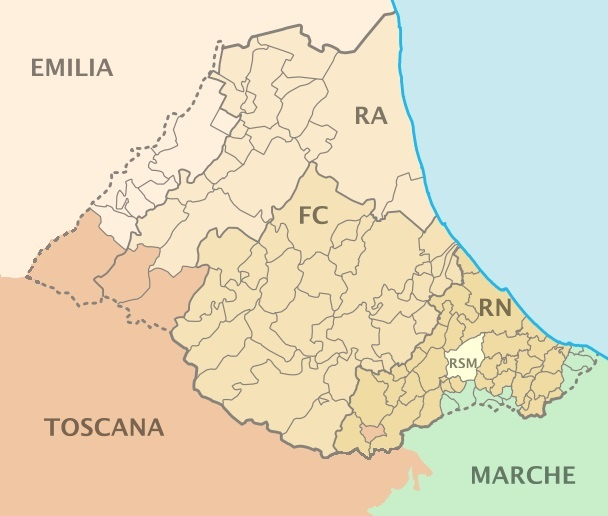
Carte géopolitique de la Romagne.

La Romagne (Romagna en italien, Rumâgna en romagnol) est une région historique, géographique et linguistique de l'Italie septentrionale et centrale, qui forme, avec l'Émilie, la région italienne de l'Émilie-Romagne. La république de Saint-Marin et certaines communes des régions adjacentes de Toscane et des Marches sont considérées comme faisant traditionnellement partie de la Romagne. La Romagne n'a pas de capitale administrative propre, la ville centrale est Forlì, mais la ville la plus peuplée du territoire est Ravenne.

## Géographie

### Toponymie
Le toponyme italien Romagna provient du latin tardif Romània et remonte au VIe siècle apr. J.-C., époque où l'Italie était peu ou prou partagée entre le royaume lombard et l'exarchat de Ravenne. Romanià était à l'origine un terme latin générique signifiant « monde romain », en opposition au monde barbare lombard. Du fait de la réduction   progressive du territoire contrôlé par l'exarchat, dont la capitale était fixée à Ravenne, le terme en est venu à coïncider avec une zone géographique déterminée de la péninsule, la zone demeurée sous contrôle de l'Empire romain d'orient et qui englobait, notamment, la Romagne actuelle.

### Limites géographiques
Les limites géographiques du territoire forment à peu près un quadrilatère de 6 380 km2 de superficie composé de plaines pour 37 %, de zones de montagnes pour 23 % et de collines pour 40 %. Les limites de ce quadrilatère sont les suivantes :

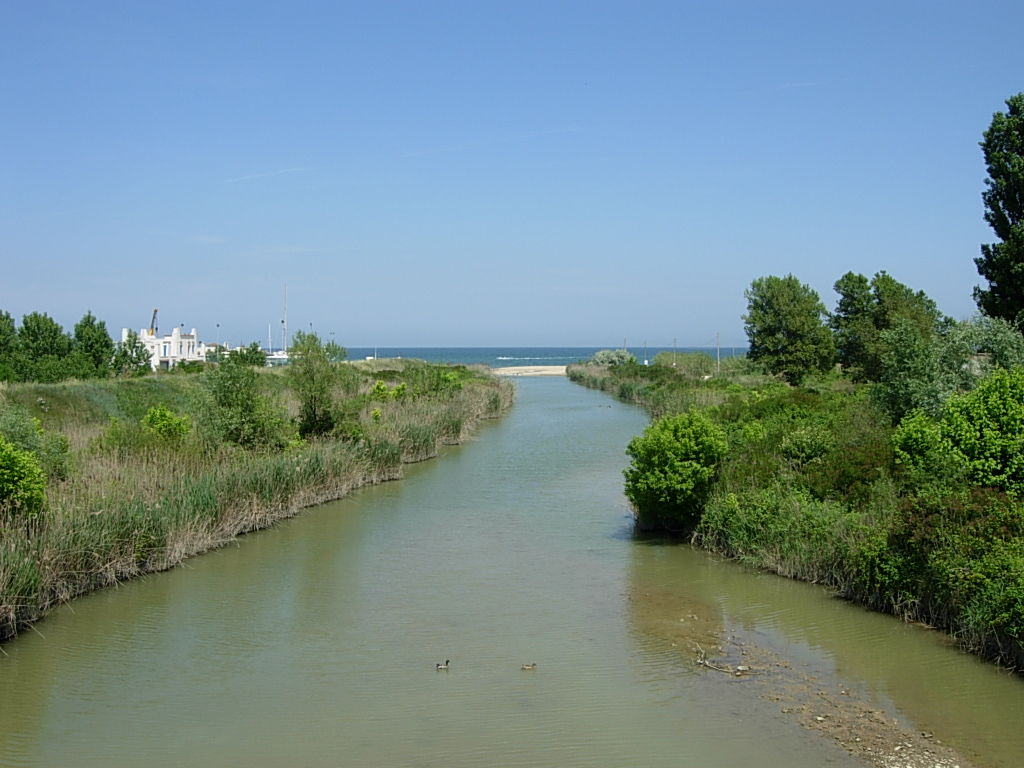
Le fleuve Conca sépare la Romagne des Marches.

- au nord sur 40 km, le cours du fleuve Reno (branche principale du Pô jusqu'en 1152) depuis son confluent avec le torrent Sillaro jusqu'à son delta dans la mer Adriatique. Le Reno sépare la Romagne de la province de Ferrare.
- au nord-ouest sur 74 km, le cours du Sillaro, de sa source à son confluent avec le Reno. Le Sillaro sépare la Romagne de la région culturelle bolonaise.
- au sud-ouest sur 215 km, la chaîne des Apennins tosco-romagnole depuis le Monte Bastione (1 190 m) jusqu’au Monte Maggiore (1 384 m) dans les Alpes de la Lune. Les montagnes séparent la Romagne de la Toscane.
- au sud, sud-est, la limite de la Romagne suit le cours des fleuves Conca et Foglia, les repères orographiques qui jalonnent ce tracés sont le Mont Carpegna et le Sasso di Simone, la Faggiuola de Monte Cerignone et le promontoire de Fiorenzuola di Foccara entre Cattolica et Pesaro. Cette frontière sépare la Romagne des Marches et traverse la via Flaminia peu avant la côte.
- à l’est le confins est représenté par la mer Adriatique, entre l'embouchure du Reno et le promontoire de Fiorenzuola di Foccara.

La Romagne comprend administrativement les provinces de Ravenne, Forlì-Césène, Rimini et une partie de la province de Bologne (circonscription d’Imola). Généralement, on considère comme faisant partie également du territoire romagnol la localité de Badia Prataglia située sur la commune de Poppi et une partie de la commune de Sestino en province d’Arezzo, ainsi que Firenzuola, Palazzuolo sul Senio et Marradi dans la province de Florence.
Ces provinces faisait partie des 4 Légations qui composaient la Romagne, qui avec les Marches, l'Ombrie, le Lazio et une partie de la Campanie faisaient partie de l'État pontifical selon le découpage du Papa Pie VII en 1816.

### Orographie
Les zones de montagne occupent la partie méridionale de la Romagne. La chaîne de montagnes qui sépare la Romagne de la Toscane est l’Apennin tosco-romagnol, qui fait partie de l’Apennin septentrional. Son point culminant est le Monte Falco (1 658 mètres) aux confins entre les provinces de Forli-Cesène, Arezzo et Florence. 
Le géologue Federico Sacco (1864-1948) a identifié les caractéristiques propres de l'Apennin romagnol entre les vallées du Santerno et du Sillaro au nord-ouest et celles du Marecchia et du fleuve Conca au sud-est. Le naturaliste Pietro Zangheri (1889-1983) a étudié pour sa part la Romagne comme entité bio-géographique.
La Romagne s'est formée géologiquement à la suite de l'émergence d'une très vaste plaque calcaire sous-marine. Au miocène, à l'ouest de l'actuelle Romagne, la zone toscane avait déjà émergé et la terre prenait fin où se trouve actuellement la ligne des partages des eaux dans les Apennins entre la mer adriatique et la mer tyrrhénienne. Au-delà des Alpes de la Lune se trouvait donc la mer. La fond marin à cette époque était constitué d'une roche friable et fangeuse d'origine différente de celle qui composait le sol du côté tyrrhénien. Sur ce fond marin une sédimentation a débuté et s'est poursuivie sur un temps très long. Dans les ères plus récentes (Miocène tardif, Pliocène), ce fond marin a émergé, formant la Romagne. En émergeant, cette paléosurface a rencontré par glissement la strate tyrrhénienne. En lien avec les déplacements rocheux, des périodes de mouvement et de repos ont alterné et ont provoqué la formation d'une plaque calcaire. L'issue de ce processus calme et continu constitue le substrat géologique de la Romagne actuelle.
En deux points, le glissement d'une plaque sur l'autre a été particulièrement difficile : au niveau de la jonction entre les vallées du Sillaro-Santerno et le Mugello et au niveau de la jonction entre les Alpes de la Lune et la vallée du Marecchia. En ces points, l'action de la plaque émergente a créé des fractures et des affaissements de relief considérables qui ont été colmatés dans le temps par des roches qui les ont peu à peu comblés. Ces roches sont appelées les "argiles écailleuses" (argille scagliose).
Tandis que la paléosurface émergeait du fond marin, la plaque tyrrhénienne pressait cependant vers l'est. Au niveau des deux zones précitées, le résultat de ces mouvements contradictoires a été insolite et original en comparaison avec le reste de la région. Dans ces vallées, les argiles écailleuses ont arraché et dispersé des masses rocheuses de dimension considérable lesquelles ont concomitamment subi un déplacement vers l'est.
Ainsi on trouve dans les vallées du Santerno-Sillaro et du Marecchia des masses rocheuses qui sont géologiquement similaires à celles de la zone toscane.
- dans la vallée du Marecchia les résultats de ce processus spectaculaire sont, dans la haute vallée, le Monte Varna, haut de 1 283 mètres, la plaque du Mont Fumaiolo (1 407 m), dans la moyenne vallée, la roche de San Leo (509 mètres) ou encore le Monte Titano dans la République de Saint-Marin (739 mètres).

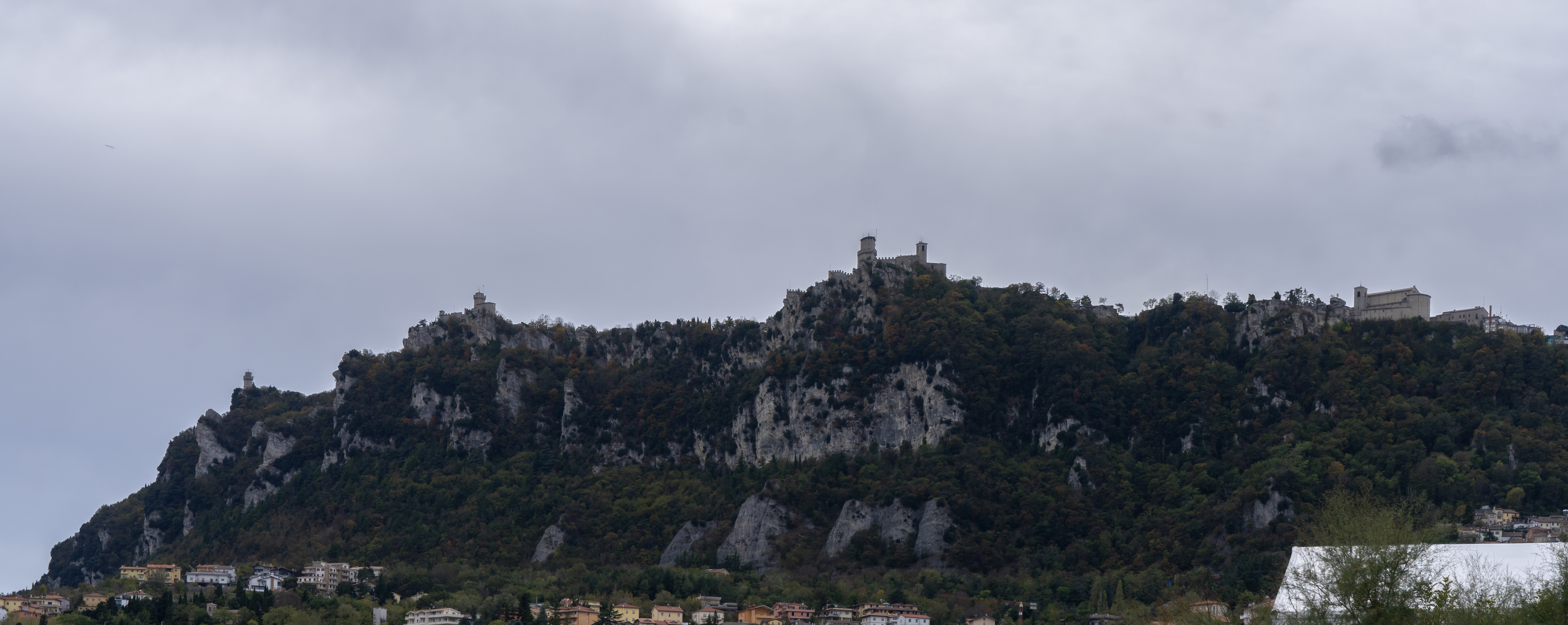
Le Monte Titano, siège de la République de Saint Marin, exemple des curiosités géologiques du territoire de Romagne.

- dans les vallées du Sillaro et du Santerno : le rocher de San Zenobi, le rocher de Castro (1 276 m) et le Monte Beni (1 263 m)
Après l'émergence des roches calcaires s'est déposée au Pliocène  une formation de craie qui caractérise encore aujourd'hui les vallées de l'arrière-pays d'Imola et de Faenza. Cette zone où affleure particulièrement la craie est regroupée aujourd'hui au sein du parc régional de la Vena del Gesso Romagnola.
L'activité sismique en Romagne est fréquente. Au cours des derniers siècles, le territoire a été plusieurs fois ravagé par des séismes importants et destructeurs. La mémoire de plus de trente séismes notables a ainsi été conservée en Romagne depuis le XIIe siècle.
La zone comprise entre Bologne et Rimini, soit une grande partie de la Romagne, est sujette depuis des siècles au phénomène de subsidence. Depuis la seconde moitié du XXe siècle, le phénomène est constamment suivi par les scientifiques. Les relevés récents des années 2002-2006 indiquent que le sol s'est affaissé de 40 à 45 mm par an. La côte de Rimini est la zone côtière où la subsidence est la plus élevée, elle y est de l'ordre de 15-20 mm par an.

### Hydrographie
Le Savio, long de 126 km, est le fleuve le plus long de Romagne. Les autres fleuves et cours d'eau notables sont, du nord au sud, le Sillaro, le Santerno, le Senio, le Lamone, le Montone, le Rabbi, le Bidente, le Rubicon, le Marecchia et le Conca.

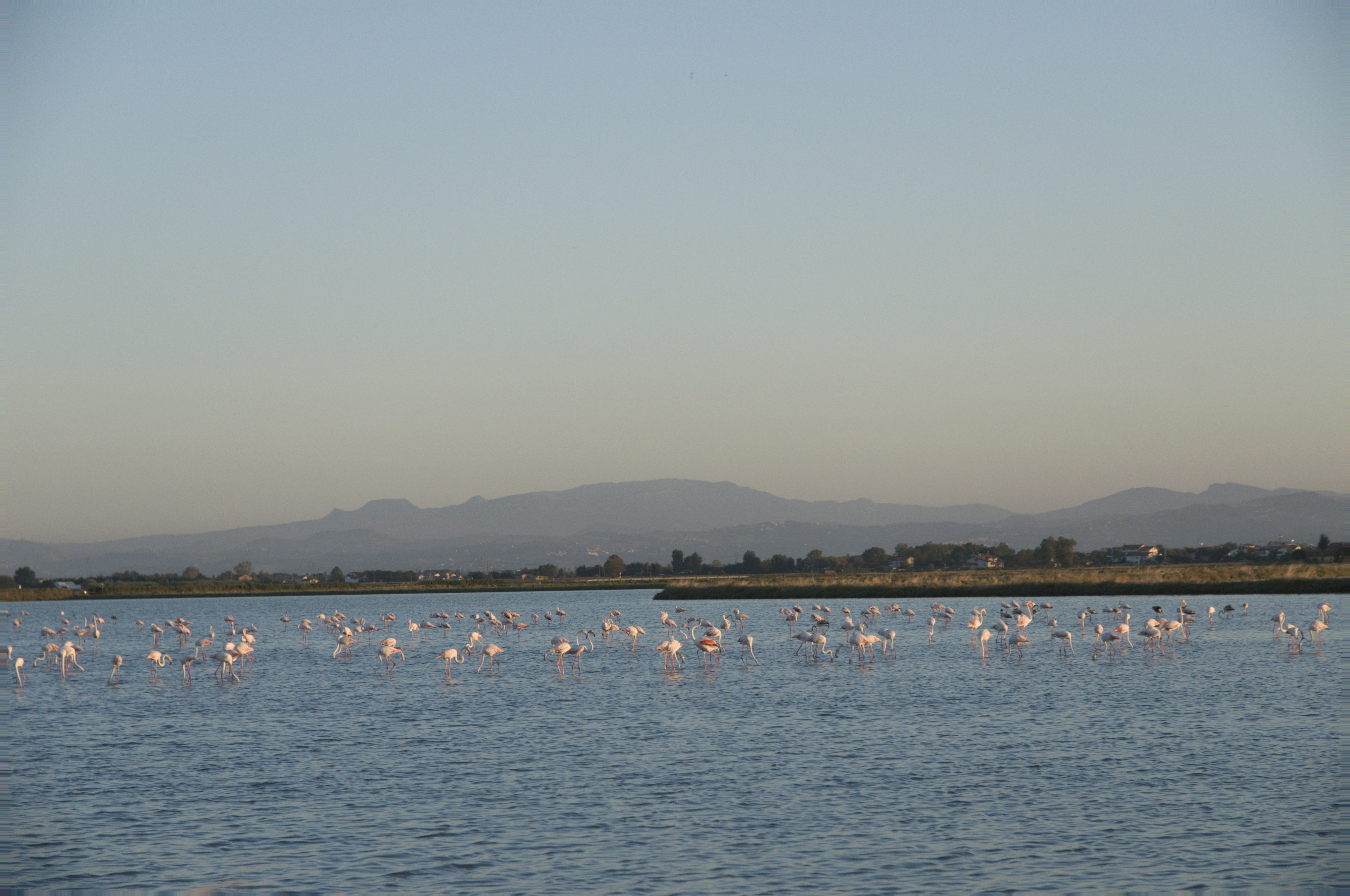
Les salines de Cervia.

La Romagne ne comprend pas beaucoup de lacs et la plupart de ceux existant sont petits et présentent peu d'intérêt. Le plan d'eau le plus important est le lac artificiel de Ridracoli à Bagno di Romagna.
La partie orientale de la Romagne est baignée par la mer adriatique. Le trait de côte, appelé Riviera romagnole, court de l'embouchure du fleuve Reno au promontoire de Fiorenzuola di Focara à Pesaro. Le littoral est caractérisé par de vastes plages sableuses, le nord comprend plusieurs zones naturelles protégées comme les salines de Cervia ou les pinèdes de Ravenne tandis que le sud, depuis l'après-guerre, est fortement urbanisé et dévolu au tourisme balnéaire de masse (côtes de la province de Rimini).

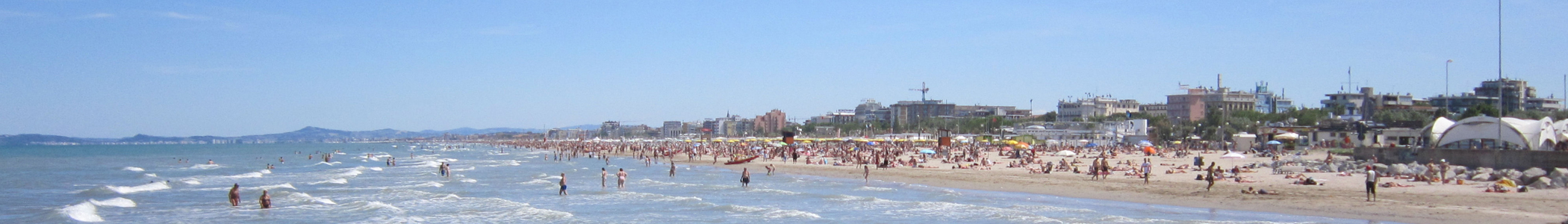
La riviera romagnole, fortement urbanisée.

### Climat
La Romagne est soumise à un climat sub-continental qui varie avec l’altitude et la distance de la côte maritime. Même s’il ne détonne pas trop par rapport à celui du reste de Italie septentrionale, le climat de la Romagne présente des caractéristiques dues au rétrécissement progressif de la plaine, atténuant faiblement le caractère continental à l'exposition aux vents dans l’axe SO-NE (vent Atlantique).
La région peut être subdivisée sommairement en cinq secteurs micro-climatiques différents.

#### La plaine interne
Plaine qui concerne les gros centres urbains de Imola, Faenza, Forlì, Cesena, est caractérisée par un climat plutôt continental, avec des hivers rigoureux et des étés chauds, avec des mois printaniers globalement plus chauds par rapport aux mois automnaux, des gelées nocturnes et des brouillards fréquents en hiver. L'enneigement moyen à Forli de l'hiver 1998 à l'hiver 2012 a été de 35,96 cm de neige annuels. La zone la plus neigeuse en plaine de la Romagne est située entre Forli et Faenza, il y tombe annuellement en moyenne environ 40 cm de neige. De plus, entre ceux deux communes, se trouve une des zones où les températures minimales en plaine sont les plus basses d'Italie. Les températures extrêmes peuvent y varier sur l'année entre - 20 et +40 °C.

#### La côte centre-septentrionale
La zone qui va des confins Nord au territoire de Bellaria-Igea Marina se caractérise pour un climat continental, aux étés plus frais et très humides. L'humidité élevée est une constante pendant toutes les saisons de l'année, raison pour laquelle les températures sont moins basses (exception faite pour la côte de Ravenne où la présence de pinèdes réduit l'effet albédo avec réduction de l'influence thermique). Dans les relevés d'hiver et de demi-saison, la  Station météorologique de Cervia enregistre souvent des températures minimales parmi les plus basses du pays. Fréquemment, les brouillards d'octobre à mars font de sporadiques apparitions, même pendant les saisons chaudes, surtout dans le secteur de Ravenne.

#### La côte méridionale
La zone qui va de Rimini aux confins sud de Cattolica se différencie du reste de la côte, essentiellement du fait de la disparition définitive de la plaine du Pô, à partir de la limite septentrionale du territoire communal de Rimini. Ce facteur diminue les caractères continentaux et accentue la ventilation. Cette situation géographique implique, à chaque saison de l'année, une plus faible variation des températures, par absence d'action de refroidissement exercée par la plaine du Pô. Néanmoins, le caractère sub-continental reste présent et apporte des brouillards d'hiver et de fortes chaleurs estivales. À signaler cependant que la fréquente irruption de vents méridionaux, au débouché des secteurs marécageux de l’estuaire du Marecchia, ne rencontrant pas l’obstacle froid de la plaine du Pô, provoquent des phénomènes micro-climatiques, avec des différences de température très accentuées certaines journées d'hiver. Dans la bande pré-montagneuse de Rimini, on peut enregistrer des températures supérieures de dix degrés par rapport à des localités voisines comme Cesenatico.
À noter que, sur toute la côte romagnole, on constate un plus lent rétablissement thermique aux mois printaniers par rapport aux localités plus éloignées de la mer. Dans les mois de mars, avril et mai, on assiste à des écarts climatiques considérables de quatre ou cinq degrés de différence dans les journées ensoleillées entre la côte et les zones de l'arrière-pays.
D'un point de vue climatique, il est intéressant de relever que l'arrière pays de Rimini est compris dans la zone phytoclimatique dite du laurier tandis que les zones plus au nord en plaine montrent plus de similitudes avec les zones dite du châtaignier.

#### La basse colline
Colline caractérisée par une douceur globale du climat, grâce essentiellement à l’absence de l’effet dynamique de refroidissement dû à l'action de la mer et surtout de la plaine. Très fréquent en automne et en hiver, le phénomène des inversion thermique, qui confère aux collines romagnoles un climat, et par conséquent une végétation, semblable à celle des zones du versant tyrrhénien à parité de latitude. On remarque que les collines romagnoles sont incluses à l'intérieur de la limite septentrionale de la culture de l'olivier, où les gelées nocturnes sont rares même l'hiver, contrairement à ce qui arrive dans les zones de fond de vallée, souvent sujettes à de fortes amplitudes thermiques.   

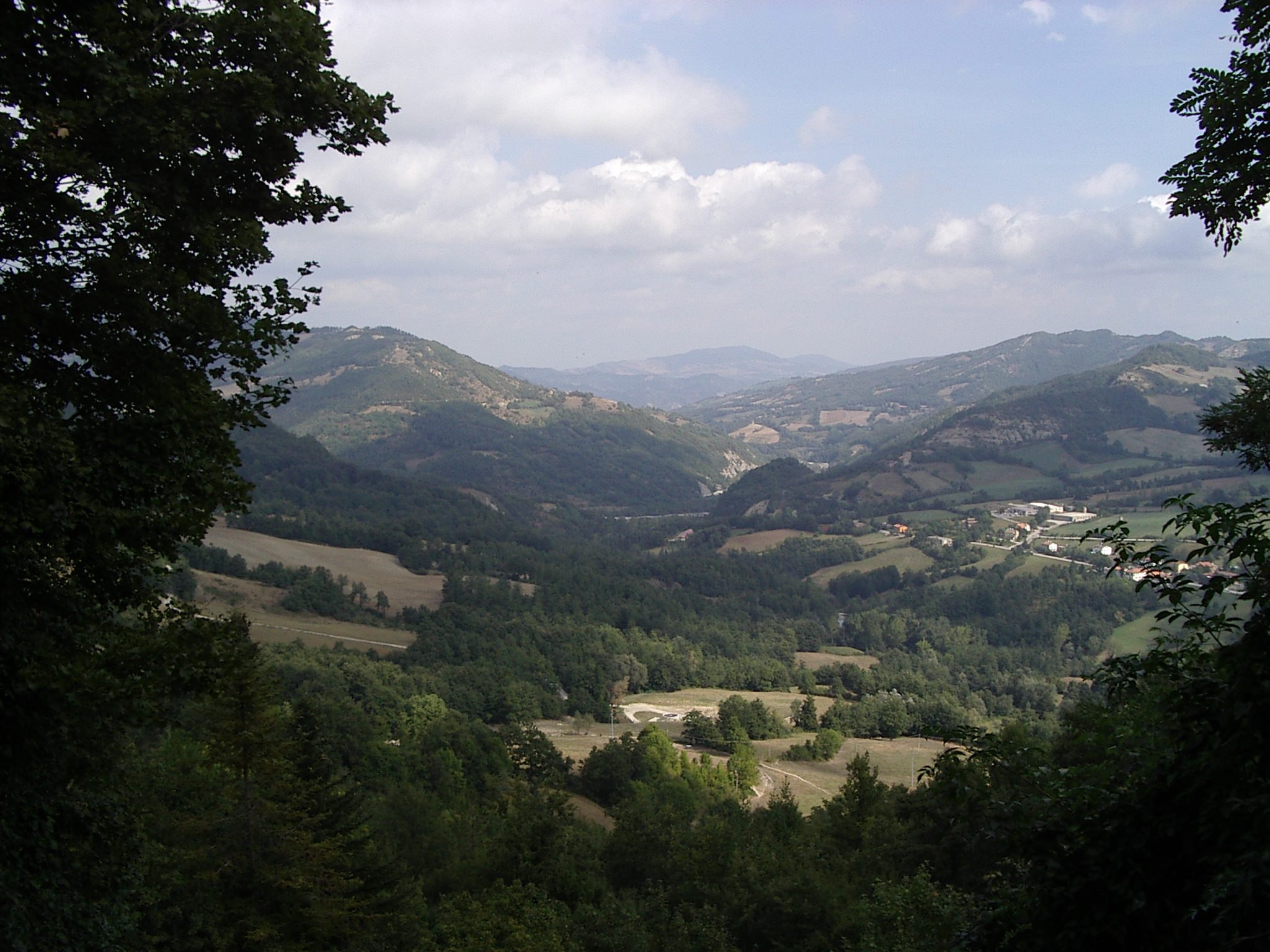
Le Haut Valmarecchia en Romagne méridionale.

#### Les hautes collines et montagnes
Collines au-dessus des 600-700 mètres, où le climat présente des caractères toujours plus voisins du climat montagnard, avec des hivers froids et neigeux et des étés frais. Au-delà des 1 000 mètres on assiste même à une prédominance de l'aire phytoclimatique du hêtre; à signaler en revanche l'absence de conifères autochtones dans les zones d'altitude de Romagne, même à haute altitude. Le peu de bois de conifères est à attribuer aux politiques environnementales de l’ère fasciste (les uniques conifères autochtones de la région sont les pins maritimes présents sur les côtes de Ravenne, dont une bonne partie est incluse dans le Parc Naturel du Delta du Pô).

### Flore et faune
La flore romagnole est très variée et ne présente pas d'homogénéité sur l'ensemble du territoire. Dans les zones montagneuses méridionales sont présents des arbres tels que l'épicéa commun (sapin rouge), le sapin commun (sapin blanc), l'érable, le sureau, le cytise à grappes, l'aulne ou le sorbier. Roses et orchidées sont bien représentées. Dans les zones de plaine, la végétation est composée surtout de petits bois de peupliers ou d'érables dans la mesure où l'ensemble de la plaine padane est totalement occupée par des terrains agricoles. Dans la zone côtière, on trouve des pins maritimes et des palmiers.
La faune est également variée et répartie de façon hétérogène sur le territoire. Dans les Apennins sont présents des oiseaux comme la crécerelle ou le sterne et des mammifères comme le cerf, le lièvre, le renard, le loup, le blaireau et le chevreuil. Dans la zone de plaine, occupée pratiquement entièrement par des terres cultivées, il est simple de trouver des faisans, des lièvres et des hérissons. La race porcine Mora Romagnola est originaire des plaines de Romagne. Dans les zones côtières, on trouve un grand nombre d'oiseaux comme les mouettes et goélands et des flamants en migration. Dans la mer Adriatique on trouve des poissons comme la daurade royale, l'espadon, le maquereau, la rascasse et le rouget. Le parc régional du Delta du Pô est la zone de Romagne où se concentrent le plus d'espèces animales, on y retrouve en nombre des mammifères comme le ragondin et le castor, des oiseaux comme le flamant rose (en migration), le canard colvert, le busard des roseaux et différents types de canards.   

## Histoire
Bien qu'on ne parle de la Romagne comme région historique qu'à compter du VIIIe siècle, l’histoire du territoire est bien plus ancienne et commence avant l'époque romaine.

### La Romagne pré-romaine

#### La préhistoire
De nombreuses découvertes archéologiques témoignent du fait que la Romagne était déjà habitée durant la préhistoire. Parmi les sites de fouille les plus fameux on compte ceux du Mont Poggiolo, près de Forlì, ainsi que le Colle Garampo à Césène.
Le mont Poggiolo est une colline sur laquelle se trouve un intéressant château en attente de restauration. À peu de distance, dans une localité appelée “Casa Belvédère” (Ca' Belvédère), ont été retrouvés, à partir de 1983, des milliers de vestiges lithiques façonnés par l'homme vieux pour certains d'entre eux d'environ 800 000 ans. Le site est considéré aujourd'hui comme capital pour la compréhension de la présence humaine préhistorique dans la péninsule italienne et se trouve être un des plus anciens témoignages de la présence humaine en Europe.
La Romagne compte des sites majeurs de la culture néolithique de Villanova, notamment à Verucchio dans l'arrière-pays de Rimini.

#### Des premiers peuples autochtones aux Celtes
À la suite de l’évolution de la culture de Villanova, les premiers habitants de l'actuelle Romagne qui puissent être distingués sont les Ombriens, fondateurs de Sarsina, et les Étrusques, fondateurs de Verucchio et de Rimini. Au IVe siècle av. J.-C., le territoire a été conquis par diverses tribus celtes. Cette invasion ne signifie pas toutefois la disparition des ethnies antérieures : en effet, il est probable que le grand auteur dramatique de Sarsina (aujourd'hui en province de Forlì) Titus Maccius Plautus était d'origine ombrienne. Migrant depuis le nord, les Celtes s'implantent en Italie, plus précisément en Gaule Cisalpine, territoire rassemblant les Alpes, la plaine du Pô et une partie de l'Apennin septentrional et de l'Italie du nord-est jusqu'à la ville de Senigallia (l'antique Sena Gallica, aujourd'hui dans les Marches). Parmi les nombreuses tribus celtiques venues du nord, on note la présence sur le territoire de l'actuelle Romagne des Sénons, fondateurs de l'Ager Gallicus, des Lingons dans la région du delta du Pô et des Boïens. 
Les Ombriens et les Étrusques ont résisté militairement autant que possible à l'invasion celtique avant de plier face aux armées adverses. Les Étrusques vaincus sur le Tessin, les Boïens et les Senons passèrent l'Eridan (l'ancien nom du Pô) en chassant les derniers groupes de résistants. Ayant rejoint la côte Adriatique, les Senons réussirent à occuper un vaste territoire qui fut appelé ensuite par les Romains Ager Gallicus, dont les frontières, comme le raconte Tite-Live, furent clairement définies : il s'agissait des terres comprises entre le fleuve romagnol Utis (aujourd'hui le Montone) et le fleuve Esino, qui coule près de l'actuel Jesi (Italie). Ainsi, pendant que Lingons et Boïens s'établirent dans la plaine du Pô (ou Padanie) septentrionale, les Senons peuplèrent la Romagne méridionale et la moitié septentrionale de l’actuelle région des Marches.
L'implantation celtique a influencé la formation du dialecte romagnol, langue dérivée du latin mais possédant un solide substrat celtique. Les inflexions linguistiques romagnoles persistent au moins jusqu'aux territoires proches de Senigallia.

### L'hégémonie de l’Empire romain

#### La conquête des Romains
Les Celtes entrèrent vite en concurrence avec la République romaine. En 390 av. J.-C., les Senons commandés par Brenno mirent Rome à sac. Ce n'est qu'un siècle plus tard, en 295 av. J.-C., avec la bataille de Sentinum, que commença le déclin des Celtes de Romagne, qui, peu d'années après, furent définitivement écrasés par la République romaine.
La réalisation de la Via Aemilia, de 189 à 187 av. J.-C., qui relie Rimini à Piacenza, a constitué par la suite le moyen de pénétration romain dans les territoires celtes. Devant le danger de la disparition de leur indépendance, les Senons et les Boïens restèrent toutefois désunis, probablement à cause de différends au sujet du contrôle du commerce dans la haute Adriatique.
Beaucoup de villes actuelles de Romagne ont été fondées ou refondées sous l'autorité des Romains et y ont trouvé leur nom actuel : Faventia (Faenza), Ariminum (Rimini), Forum Livii (Forlì), Forum Cornelii (Imola), Forum Popili (Forlimpopoli). Ravenne et Césène ont été romanisées après la conquête.

#### Époque républicaine
En 192 av. J.-C., lorsque Publius Cornelius Scipion (dit l’Africain) repoussa les Celtes au-delà du Pô, après la bataille de Milan, cela eut pour effet de chasser les Gallium au-delà des Alpes et de mettre un terme à leur domination après trois siècles de présence en Italie et en Romagne.
Malgré la conquête romaine, l'héritage celtique ne fut toutefois pas tout à fait oblitéré. Les Senons et Lingons qui n'étaient pas alliés avec Hannibal furent autorisés à rester sur les territoires et, semble-t-il, bénéficièrent de la distribution et de la mise en culture des terres par le système de centuriation romaine - la campagne de Césène conserve d'ailleurs toujours aujourd'hui une répartition spatiale fondée sur les découpages romains mis en place à cette époque. Au cours du processus de romanisation, la strate celtique des Romagnols ne disparaît donc pas mais se superpose à la nouvelle culture dominante.
Durant la lutte pour le pouvoir entre Marius et Sylla, la Romagne prit le parti de Marius, auquel s'était alliée également la ville de Ravenne qui lui érigea une statue sur son forum. Ce choix fut toutefois cher payé dans la mesure où des cités entières de Romagne furent détruites au cours de la guerre civile, ainsi de Forli en 88 av. J.-C. - la cité sera reconstruite par le Prêteur Livio Clodio. La flotte de Metellus, lieutenant de Sylla, mit le cap sur Ravenne et fit de la ville son centre de commandement. De cette manière, en s'orientant vers la via Aemilia, Metello put interrompre les communications de Marius et mettre en déroute à Faenza les hommes de Carbon. À la fin de la République romaine et à l'époque de l'avènement des régimes personnels qui culminent avec celui de Jules César, la Romagne était un proconsulat très convoité. César même, ayant en tête les récits des grandes invasions celtes, voyait en la Gaule Cisalpine la clé pour la conquête de l'Empire et un réservoir d'excellentes troupes.
C'est en Romagne que César, le 12 janvier de l’an 49 av. J.-C., traversa le Rubicon, frontière symbolique infranchissable pour un général en armes, puis se dirigea vers Rimini et ensuite sur Rome. C'est à cette occasion que Jules César prononça la célèbre phase alea jacta est (le sort en est jeté).

#### Époque impériale
Avec Auguste et l'époque impériale, Ravenne et du port de Classe ont pris une importance accrue. Dans les dernières années du Ier siècle, une base navale militaire (Classis Ravennatis) est mise en place à cinq kilomètres de Ravenne. La base accueillait le quartier général de la flotte impériale dans le bassin méditerranéen oriental et sa présence a eu des effets économiques majeurs pour la région, Ravenne devenant un pôle d'attraction pour les commerçants de la plaine environnante.  
Comme l'explique Pline l'ancien, l’Italie est alors géographiquement divisée en 11 régions. La Romagne est comprise dans la huitième région, dite Gallia Togata Cisalpina  (Gaule Togata cisalpine) et a pour frontières les Apennins, le Pô et Rimini. L'Empire a laissé de nombreux vestiges architecturaux en Romagne, notamment à Rimini où le pont de Tibère et l'Arc d'Auguste sont toujours visibles aujourd'hui.
L'organisation du territoire italien changea avec Trajan d'abord et avec Adrien ensuite : le nombre de régions passe à 18. Dans ce découpage, la Gaule Cispadane était séparée en deux régions distinctes, les 10e et 11e, appelées respectivement Émilie et Flaminia (la Romagne). La première avait Bologne pour capitale et la seconde Ravenne.

### Les invasions germaniques etl'exarchat de Ravenne
Partie intégrante de l'Empire romain durant toute la période impériale, la Romagne a suivi de siècle en siècle le destin d'un empire déclinant qui cède finalement peu à peu aux invasions des peuples germaniques. Ravenne devient capitale impériale d'occident en 402 en remplacement de Milan, sous l'impulsion de Stilicon, et la cour de l'Empereur Flavius Honorius s'y installe. Dans le même temps, Alaric, roi des Wisigoths, envahit la péninsule italienne et saccage la province de Flaminia. Il fait prisonnier Galla Placidia, fille de l'Empereur Théodose et sœur des deux empereurs Flavius Arcadius, empereur d'Orient, et Flavius Honorius, empereur d'Occident.
Soixante ans après, en 476, Ravenne est toujours capitale d'un Empire romain d'occident moribond. Odoacre, roi des Hérules et des Skires, y entre victorieux et y dépose le dernier empereur Romulus Augustule.  C'est donc en Romagne que s'est déroulé l'évènement symbolique qui fonde la rupture retenue traditionnellement par les historiens entre Antiquité tardive et haut Moyen Âge. 

En bleu, le royaume des Lombards à la mort d'Alboïn (572) : en orange, les territoires relevant encore de la souveraineté romaine.

Théodoric, roi des Ostrogoths, se débarrasse d'Odoacre en 493 après avoir assiégé Ravenne durant trois ans. Comme lui, il conserve les lois et coutumes romaines en place et les fait cohabiter avec celles de son peuple. La Romagne, province capitale, et le reste de l'Italie, demeurent en paix sous son règne durant trente ans. Le royaume ostrogoth lui survit jusqu'à ce que, grâce aux campagnes de ses généraux Bélisaire puis Narsès, l'empereur Justinien proclame la restauration de la souveraineté romaine sur l'Italie en 554. La création de l'exarchat quelques années plus tard illustre la reprise en main de la péninsule italienne par l'Empire et Ravenne demeure la capitale de cette nouvelle entité. 
Sur la base des dispositions édictées par l'empereur Maurice Ier, Smaragde pose les bases de l'exercice du pouvoir dans l'exarchat. Sur le modèle du césaropapisme qui place pouvoir temporel et autorité sur l'Église dans les mains d'un seul homme, au sommet de l'exarchat régnait l'exarque, qui exerçait les pleins pouvoirs politiques, militaires et cléricaux sur un territoire comprenant Ravenne et la Romagne et, au-delà, les villes de Ferrare, Bologne et Adria. La Romagne demeurera le centre névralgique de l'exarchat jusqu'à sa disparition. 
L’exarchat a bien vite été fortement concurrencé par les ambitions territoriales des Lombards d'Alboïn qui, dès 568, s'installent en Émilie voisine puis fondent un puissant royaume dans la péninsule.

### LaRomagne
Tandis que le territoire abandonné aux Lombards fut dénommé Langbard, puis Longobardia et ensuite Lombardie, celui resté dans l'obédience de l'Empire romain d'Orient officiellement dénommé Romania, et surtout l'Exarchat de Ravenne était appelé Romandiola et ensuite Romagna, nom qui se conserva autour de la capitale Ravenne. Ce furent des siècles décisifs pour l'individualisation culturelle, juridique, folklorique et culinaire du territoire, mais surtout de la différenciation avec Bologne qui, grâce à l'apport lombard à son Université, absorba fortement la culture des occupants.

### Communes et seigneuries
En Romagne se développèrent des petites seigneuries qui, protégées à l’arrière par les Apennins et du côté de la mer, par des fleuves et des marécages, purent bénéficier assez longtemps de leur autonomie avec les états développés alentour.
Puis l'action de l’État pontifical, entamée par César Borgia, mit fin à cette situation et la Romagne partagea pour 350 ans le destin politique du pouvoir temporel des Papes.
En 1500, le duc de Valentinois, sur mandat du pape Alexandre VI (qui était un Borgia), réalisa le Duché de Romagne  en vainquant les diverses seigneuries locales et en calquant substantiellement les frontières de la « Romandiola » d'époque lombarde.
Au XVIe siècle, avec la chute de César Borgia, la majorité des familles romagnoles furent impliquées dans la bataille pour le pouvoir local, une bataille qui empêcha l'unification de la région, lieu de conquête de puissances extérieures comme les Visconti, Venise, la Papauté et la Toscane.
En 1559, le traité du Cateau-Cambrésis divisa les territoires au sud du Pô entre Farnese (ducs de Parme et Piacenza), Estensi (ducs de Ferrare, Modène et Reggio d'Émilie) et l’État pontifical (Romagne). Elle devient une organisation stable, qui restera immuable pour environ trois siècles.

### Risorgimentoet post-Risorgimento
En 1796, les Français de Napoléon arrivèrent en Romagne. Malgré la présence de quelques faits tragiques (pillage de Lugo, spoliations, lourdes contributions), on[Qui ?] peut sans doute affirmer que la descente napoléonienne a amené une quantité de nouveautés. C’est avec Napoléon que le territoire romagnol connut une reconnaissance officielle  avec la naissance de la province du Pino (Ravenne) et du Rubicon (Forlì) et Forlì devint la capitale de la Romagne napoléonienne.
Le 19 février 1797, Napoléon intégra la Romagne dans la République cispadane.
En 1800, Bonaparte ferma la glorieuse université de Césène (vieille de cinq siècles) en partie pour ne pas faire concurrence à Bologne et en partie pour contrarier le pape Pie VI, son irréductible adversaire. Lorsqu'en 1815, le congrès de Vienne rétablit le statu quo avant que les notables liés au régime jacobin ne réagissent. Contre le pouvoir papal rétabli, fleurirent des sociétés secrètes de forme maçonnique.
En 1816, le pape Pie VII réorganisa les subdivisions administratives de l'État pontifical et partagea le territoire de Ravenne en trois Légations : Ferrare, Ravenne et Forlì en incluant dans ce dernier les communes de la Romagne toscane en litige avec le grand-duché de Toscane.
Avec le temps, l'opposition fut revigorée par la propagande de Giuseppe Mazzini et l'action de Giuseppe Garibaldi, qui trouvèrent en Romagne un terrain favorable à leur action. La franc-maçonnerie romagnole s'employa dans le "risorgimento" surtout du côté républicain, malgré la pression des « maçons à blason » maison de Savoie.
Mais les Romagnols payèrent un prix fort pour leurs actions : après la constitution du royaume d'Italie, la monarchie refusa la réalisation d'une quelconque institution autonome romagnole, craignant de dangereuses tendances déstabilisantes.
En 1864, l'hypothèse souhaitée par Vincenzo Gioberti et Carlo Cattaneo d'organiser le royaume d'Italie en termes fédéraux fut abandonnée et les décisions s’engagèrent vers un État centralisé de forme napoléonienne.

### Italie républicaine
Le discours sur les régions revint à l'ordre du jour après le 2 juin 1946, en entrant dans les travaux de l'Assemblée Constituante.
La demande fut présentée à partir de Molise, Salente, Émilie (ex-duché de Parme). Si la préjudiciel antimonarchiste avait disparu, l'urgence d'établir les régions dans le plus bref temps possible laissa tout inchangé, exception faite pour un espoir de démocratie : il fut concédé de renvoyer la question à des temps meilleurs.
Comme le dira Palmiro Togliatti : « Nous voulons les Régions dans le plus bref délai possible. Sans poser des obstacles qui nous empêcheraient d'arriver à ce résultat, laissons ouverte une possibilité automatique de corrections. Il existe un article qui le prévoit : nous appliquons cet article. Celle-ci est la juste ligne démocratique. »

## Traditions

### La cheville

La Cheville est un des motifs décoratifs utilisés dans l'impression des tissus, typique de la tradition romagnole.

La Cheville (Caveja en romagnol) est considérée comme le symbole par excellence de la Romagne ; ce mot Caveja en romagnol provient de la tradition paysanne et représente une tige d’acier soudée à un emblème (petit panneau) décoré avec des « anneaux musicaux » et images symboliques. Le symbole le plus diffus, inséré entre des éléments décorés étaient ceux du coq, de la demi-lune, du soleil, de l’aigle et de quelques symboles chrétiens, entre lesquels la Croix et la Colombe.
La Cheville servait à bloquer le joug du bœuf au timon de la charrue ou du chariot, pour éviter que le timon glisse en cas de ralentissement brusque.

## La gastronomie
Les caractéristiques de la cuisine romagnole sont éminemment paysannes ; l'apport de la culture marinière est d’une grande influence. Ils sont d’une grande valeur gastronomique. L’emploi de produits naturels, produits du terroir et une main-d’œuvre, le plus souvent familiale, font de cette cuisine une des meilleures d’Italie.
La tradition des pâtes fraîches, faites à « la main » et servies aussitôt, accompagnées des diverses sauces et viandes rôties, est importante.
Le brudèt ad pès (en italien « brodetto di pesce ») est un plat de poisson réputé de la côte romagnole.